# Station Moszczenica Małopolska
Station Moszczenica Małopolska is een spoorwegstation in de Poolse plaats Moszczenica.